# 메타 지식
메타 지식(metaknowledge)은 지식에 대한 지식이다.
일부 저자는 메타 지식을 다음과 같은 순서로 나눈다.
- 0차 메타 지식은 그 영역이 지식이 아닌 지식이다(따라서 영차 메타 지식은 그 자체로는 메타 지식이 아니다)
- 1차 메타지식은 0차 메타지식 영역을 갖는 지식이다.
- 2차 메타지식은 1차 메타지식을 영역으로 하는 지식이다.
- 가장 일반적으로 n+1차 메타 지식은 n차 메타 지식의 영역을 갖는 지식이다.

다른 저자들은 0차 메타 지식을 1차 지식이라고 부르고, 1차 메타 지식을 2차 지식이라고 부른다. 메타 지식은 고차 지식이라고도 알려져 있다.
메타 지식은 지식 공학, 지식 경영, 지식에 대한 연구 및 운영을 다루는 기타 분야와 같은 연구 및 과학 영역에서 기본 개념 도구로, 지역적 개념화 및 용어에서 추상화된 통일된 객체/엔티티로 간주된다. 첫 번째 수준의 개별 메타 지식의 예로는 도메인 지식의 계획, 모델링, 태깅, 학습 및 모든 수정 방법이 있다. 실제로, 보편적인 메타 지식 프레임워크는 개별 메타 지식의 메타 수준 구성에 유효해야 한다.
메타 지식은 전자 출판 아카이브에서 자동으로 수집되어 연구 패턴, 연구자와 기관 간의 관계를 밝히고 모순되는 결과를 식별할 수 있다.

## 같이 보기
- 인식 논리
- 메타인지
- 메타프로그래밍
- 메타철학
- 메타논리학
- 메타수학
- 형이상학
- 메타윤리학
- 메타이론
- 메타데이터